# Juripiranga (ort)
Juripiranga är en ort i Brasilien.   Den ligger i kommunen Juripiranga och delstaten Paraíba, i den östra delen av landet, 1 700 km nordost om huvudstaden Brasília. Juripiranga ligger 117 meter över havet och antalet invånare är 8 320.
Terrängen runt Juripiranga är huvudsakligen platt, men åt sydväst är den kuperad. Terrängen runt Juripiranga sluttar norrut. Närmaste större samhälle är Timbaúba, 17,1 km sydväst om Juripiranga.
Omgivningarna runt Juripiranga är en mosaik av jordbruksmark och naturlig växtlighet. Runt Juripiranga är det ganska tätbefolkat, med 129 invånare per kvadratkilometer.